# Bryotropha patockai
Bryotropha patockai — вид лускокрилих комах з родини виїмчастокрилі молі (Gelechiidae).

## Поширення
Зустрічається в Чехії, Словаччині, Угорщині, Хорватії та Україні.

## Опис
Розмах крил 14-15 мм. Передні крила темно-вохристо-сірі. Задні крила майже одноколірні, сірувато-коричневі.

## Спосіб життя
Дорослі особини були зареєстровані на крилі з червня по липень.